# سوسن هيلندي
السوسن الهيلندي (باللاتينية: Iris heylandiana) هو أحد أنواع السوسن من الفصيلة السوسنية.

## الموئل والانتشار
ينتشر في بلاد الشام (شمال شرق سوريا) وشمال العراق.

## الوصف النباتي
النبات معمر ينتشر بالجذامير.

## مرادفات
- السوسن النقطي (باللاتينية: Iris maculata)